# 温德奈斯
温德奈斯(Undenäs) i是一個位於瑞典西約塔蘭省卡爾斯堡市的地區，2010年有237名居民。